# Anomaloglossus beebei
Anomaloglossus beebei – gatunek płaza bezogonowego z rodziny Aromobatidae.

## Występowanie
Gatunek ten jest endemitem Gujany; rzekome stwierdzenia z Brazylii dotyczyły innego gatunku.

## Ekologia
Preferuje siedliska otwarte, takie jak sawanna, niekiedy spotykany jest w lasach tropikalnych, zarówno nizinnych, jak i górskich.
Płazy te żyją na roślinach z gatunku Brocchinia micrantha z rodziny bromeliowatych. Jaja składane są na liściach, zaś kijanki żyją w zbiornikach wody w formie lejków utworzonych przez szerokie u nasady liście bromeliowatych. Kijanki żywią się detrytusem, larwami owadów, niezapłodnionymi jajami i innymi kijankami.

## Status zagrożenia
W Czerwonej księdze gatunków zagrożonych IUCN Anomaloglossus beebei klasyfikowany jest jako gatunek zagrożony (EN, ang. Endangered) ze względu na niewielki zasięg występowania (szacowany na 2042 km²) oraz utratę i degradację siedlisk.